# Бове, Осип Иванович
О́сип (Иосиф; Джузеппе) Ива́нович Бове́ (итал. Giuseppe Bova, фр. Joseph Bové; 24 октября [4 ноября] 1784, Санкт-Петербург — 16 [28] июня 1834, Москва) — русский архитектор итальянского происхождения. Знаменит реконструкцией Москвы после пожара 1812 года. Роль Бове в создании облика Москвы может быть сравнима только с вкладом Росси в архитектуру Санкт-Петербурга. Творил преимущественно в стиле классицизма.

## Биография
Бове родился в Санкт-Петербурге в семье неаполитанского художника Винченцо Джованни Бова, приехавшего в Россию в 1782 году для работы в Эрмитаже. Мать — Екатерина Кнаппе, дочь художника Карла Кнаппе. Данное при крещении имя Джузеппе позднее было переделано на русский манер в Осипа Ивановича. Вскоре после рождения Осипа семья переехала в Москву.

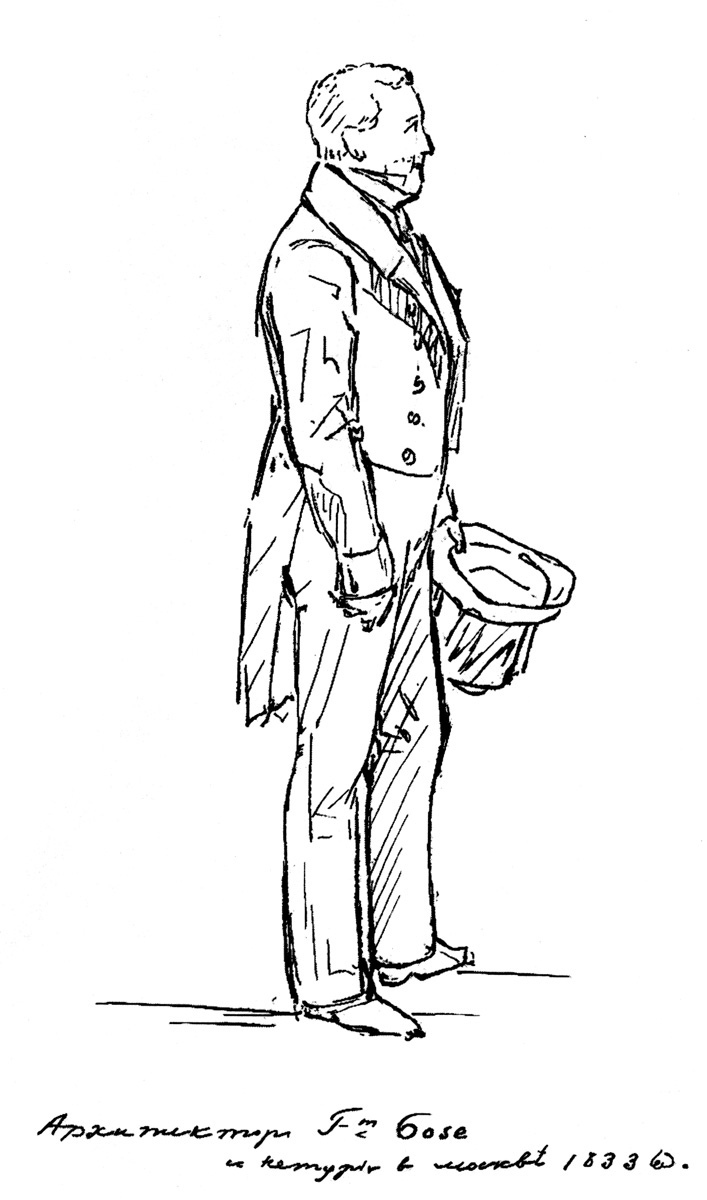
Портрет 1815 г.

Архитектурное образование получил в архитектурном училище при Экспедиции Кремлёвского строения у Ф. Кампорези. На службу он поступил в 1801 году, состоял архитектором при кремлёвской экспедиции и затем в комиссии строений; работал под руководством М. Ф. Казакова и К. И. Росси в Москве и Твери.
Во время Отечественной войны Бове служил корнетом Иркутского гусарского полка. В 1813 году вернулся на городскую службу. Для восстановления сожжённой Москвы была создана специальная Комиссия о строении Москвы, в которую Бове вошёл архитектором четвёртого участка и отвечал за центральные районы города: Тверскую, Арбатскую, Пресненскую, Новинскую и Городскую части. В 1814 году Бове был назначен главным архитектором «фасаднической части», надзирающим за проектами и их «производством в точности по прожектированным линиям, а также выдаваемым планам и фасадам». Бове сумел на этом посту обновить облик древней столицы, с новым для Москвы размахом и по единому стилистическому замыслу. С помощью утверждённого в 1817 году генерального плана Бове воплотил идею города-монумента во славу величия Российской империи.

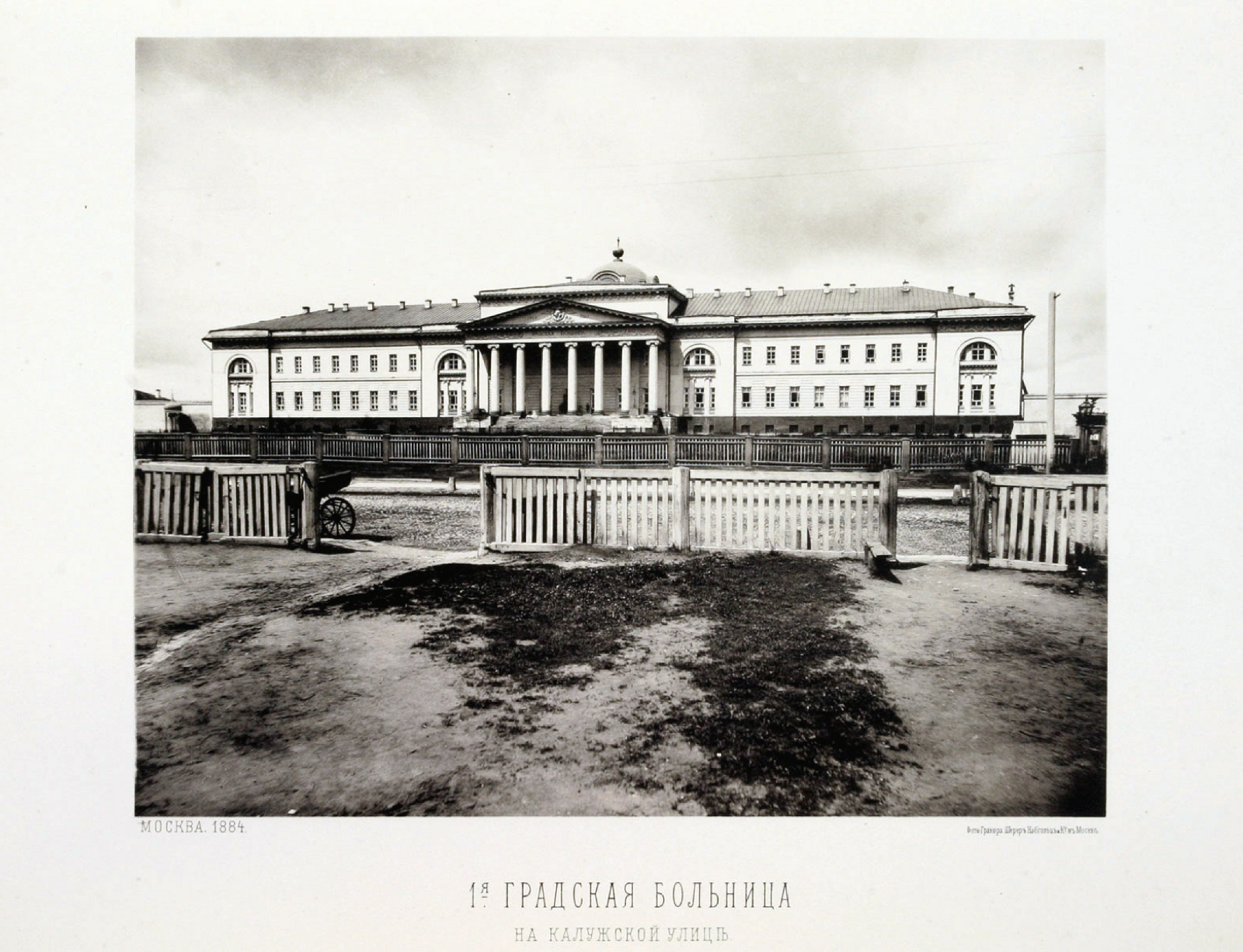
Первая Градская больница. Общий вид главного корпуса.
Москва, фото 1884

В 1816 году Бове получил звание архитектора от совета Императорской Академии художеств, перешёл в православие и женился на вдовой княгине Авдотье Семёновне Трубецкой, урождённой Гурьевой (1786—1871). В том же году Бове подал в Академию художеств прошение о присвоении ему звания академика архитектуры. Академия дала архитектору задание спроектировать здание театра на 3 тысячи человек. Однако порученного задания Бове не выполнил, и искомое звание не было ему присуждено.
Под началом Бове в центре Москвы были перестроены Торговые ряды в стиле классицизма напротив Кремля (не сохранились), проведена реконструкция Красной площади, снесены земляные укрепления вокруг Кремля и засыпан ров, разбит Кремлёвский (Александровский) сад, построен Манеж (инженерная структура разработана А. А. Бетанкуром), создана Театральная площадь (1818—1824) с Большим (Петровским) театром (1821—1824; переработанный проект А. А. Михайлова 2-го). За пределами центра Бове строит Градскую больницу за Калужской заставой (1828—1833). Триумфальные ворота, возведённые по проекту Бове у Тверской заставы (1827—1834), были воссозданы в 1968 году близ строившегося тогда монумента Победы на Поклонной горе.
Умер Бове в Москве; похоронен на кладбище Донского монастыря.

## Другие архитекторы Бове
Младшие братья Осипа Ивановича, Михаил (1797—?) и Александр, также работали архитекторами в Москве под его руководством.

## Галерея работ архитектора Бове

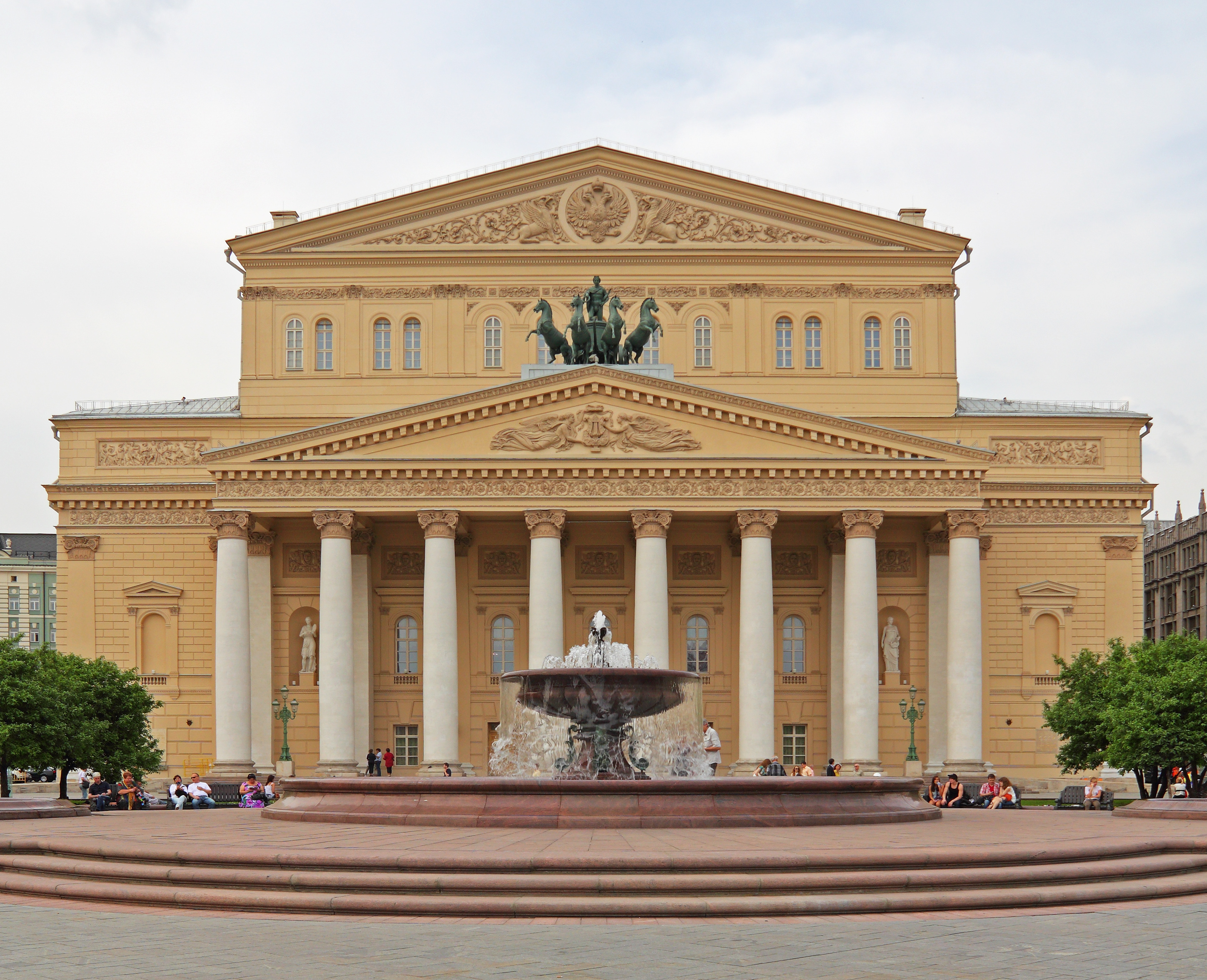
Большой театр
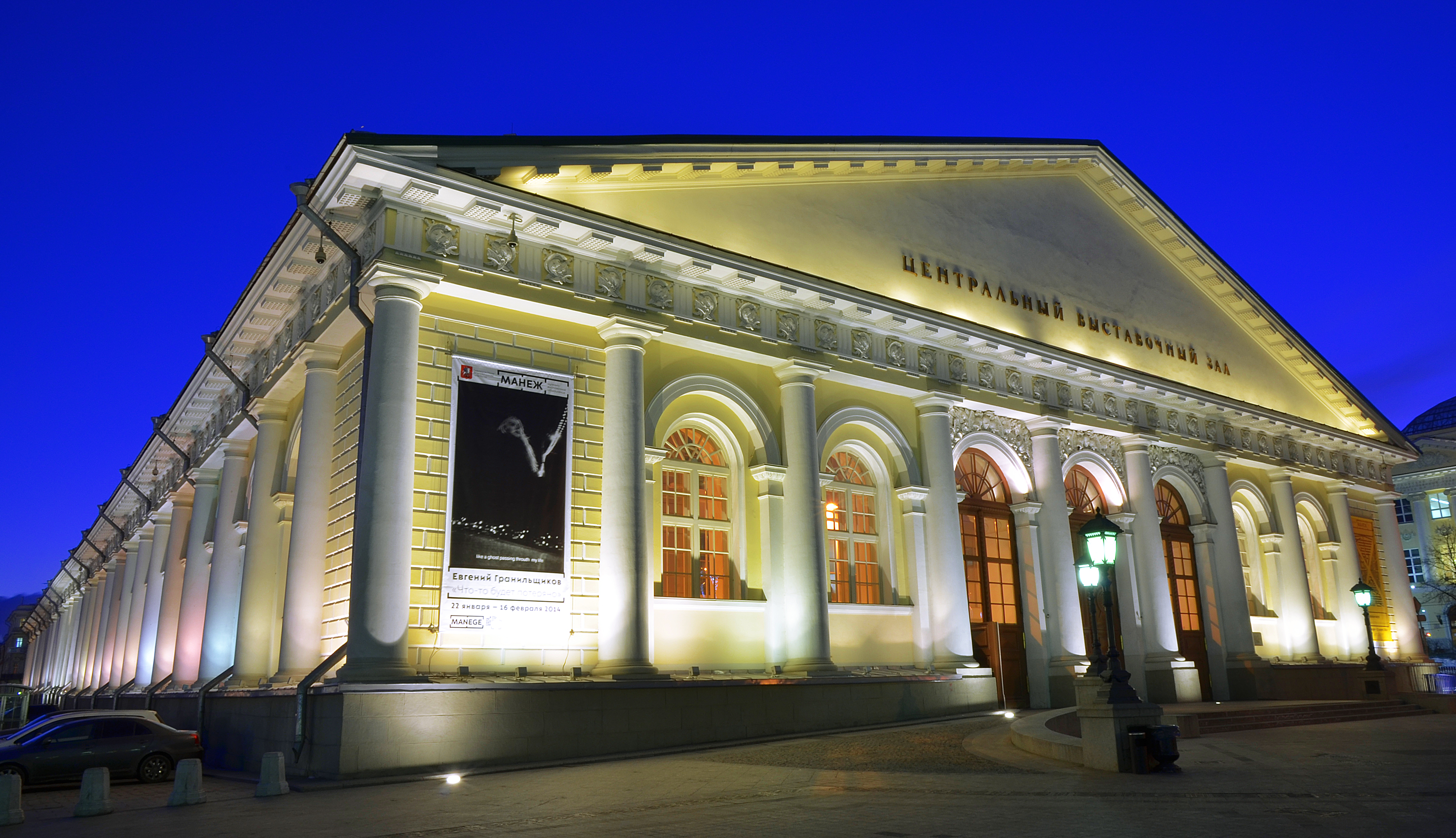
Манеж
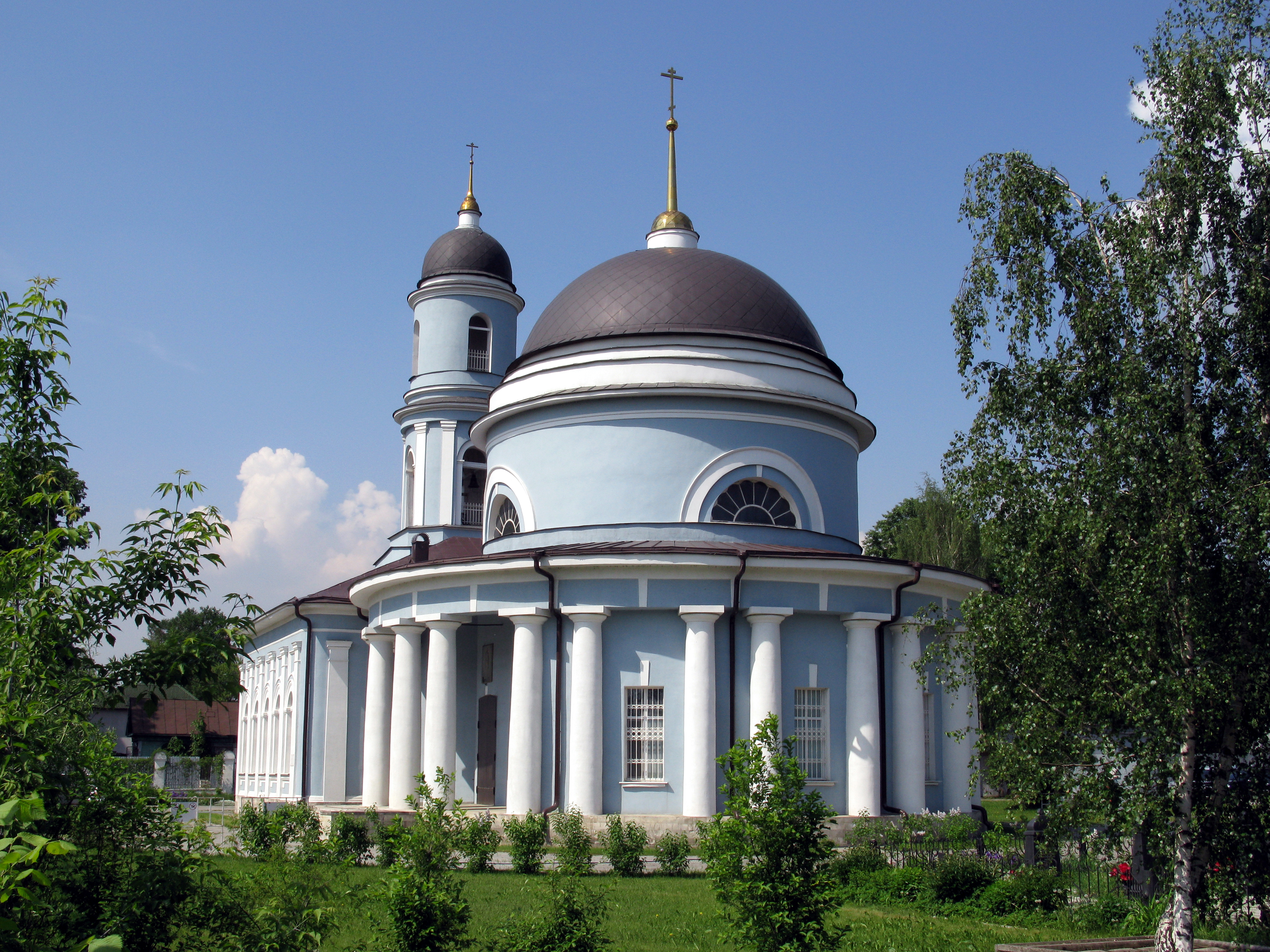
Покровский храм (Пехра-Покровское)
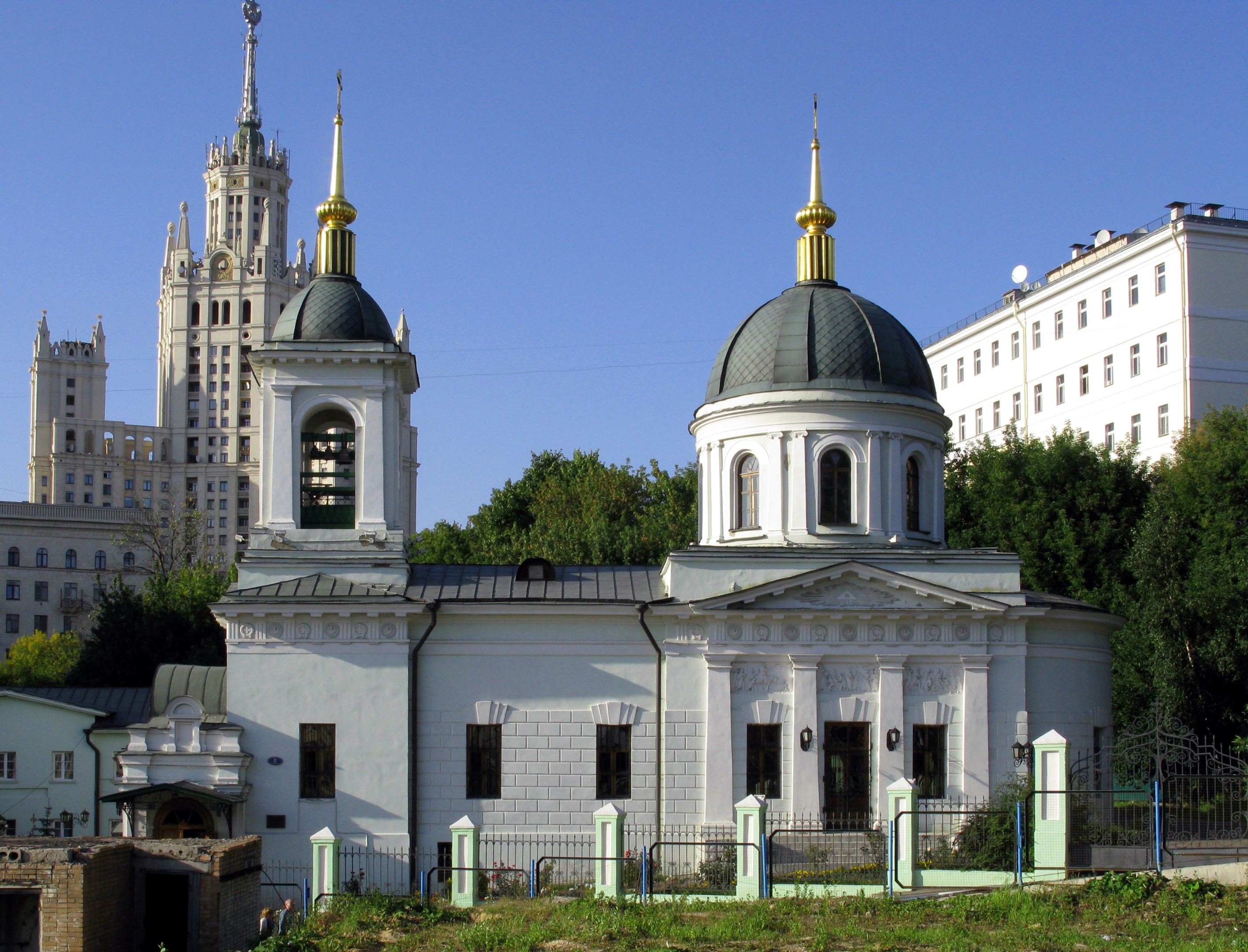
Храм Святителя Николая в Котельниках
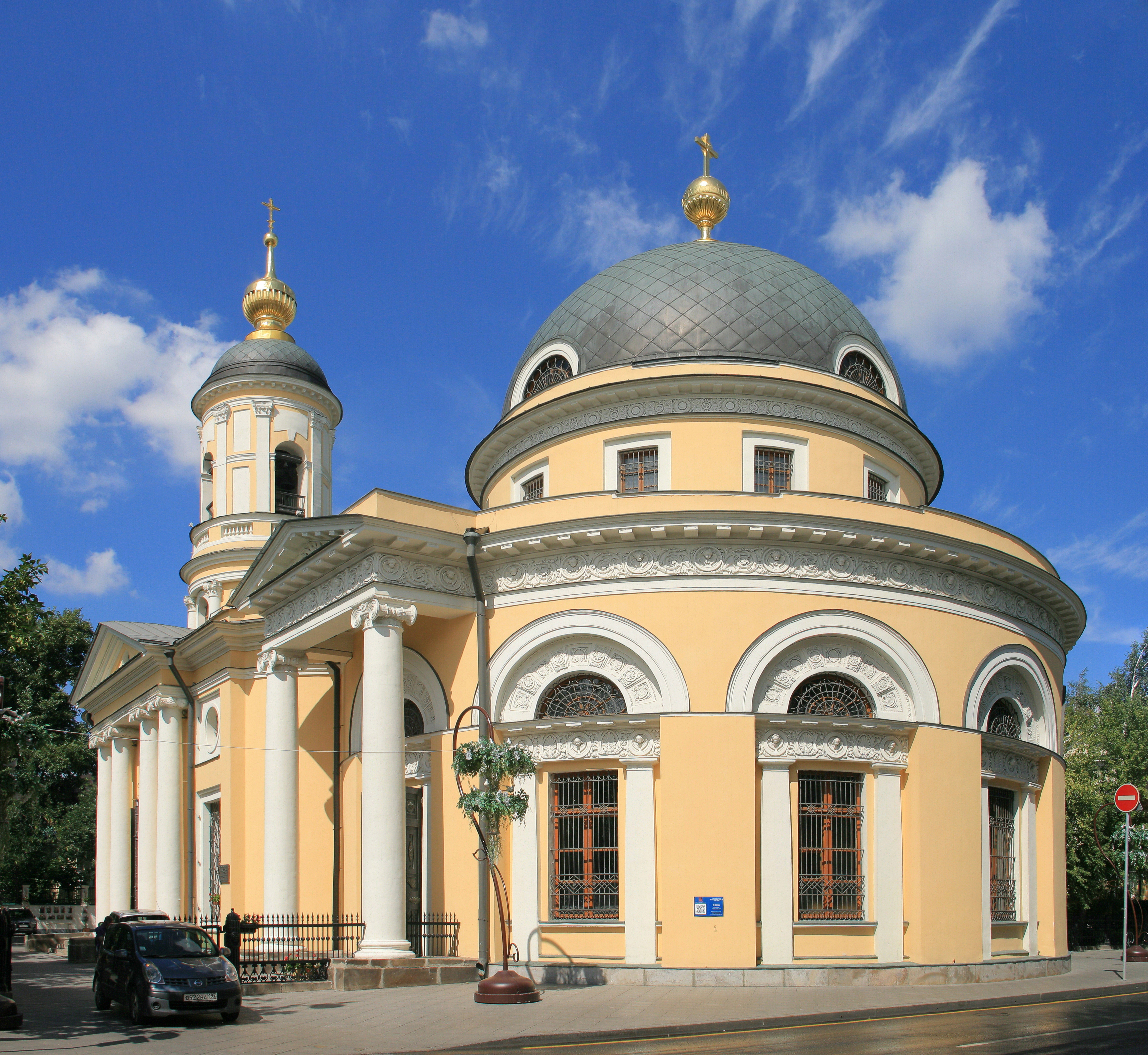
Храм иконы Божьей Матери «Всех скорбящих радость»
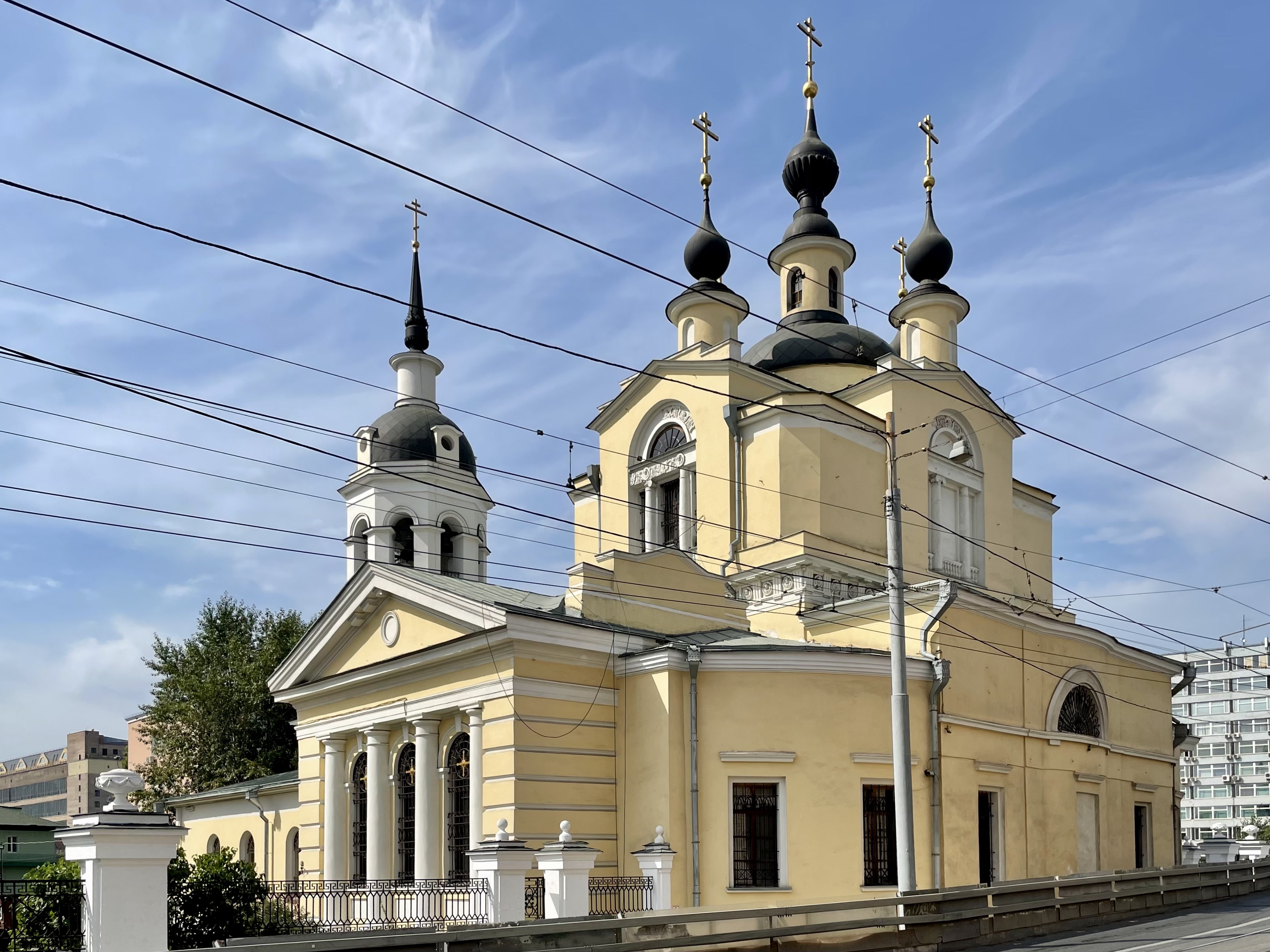
Храм Покрова Пресвятой Богородицы в Красном селе
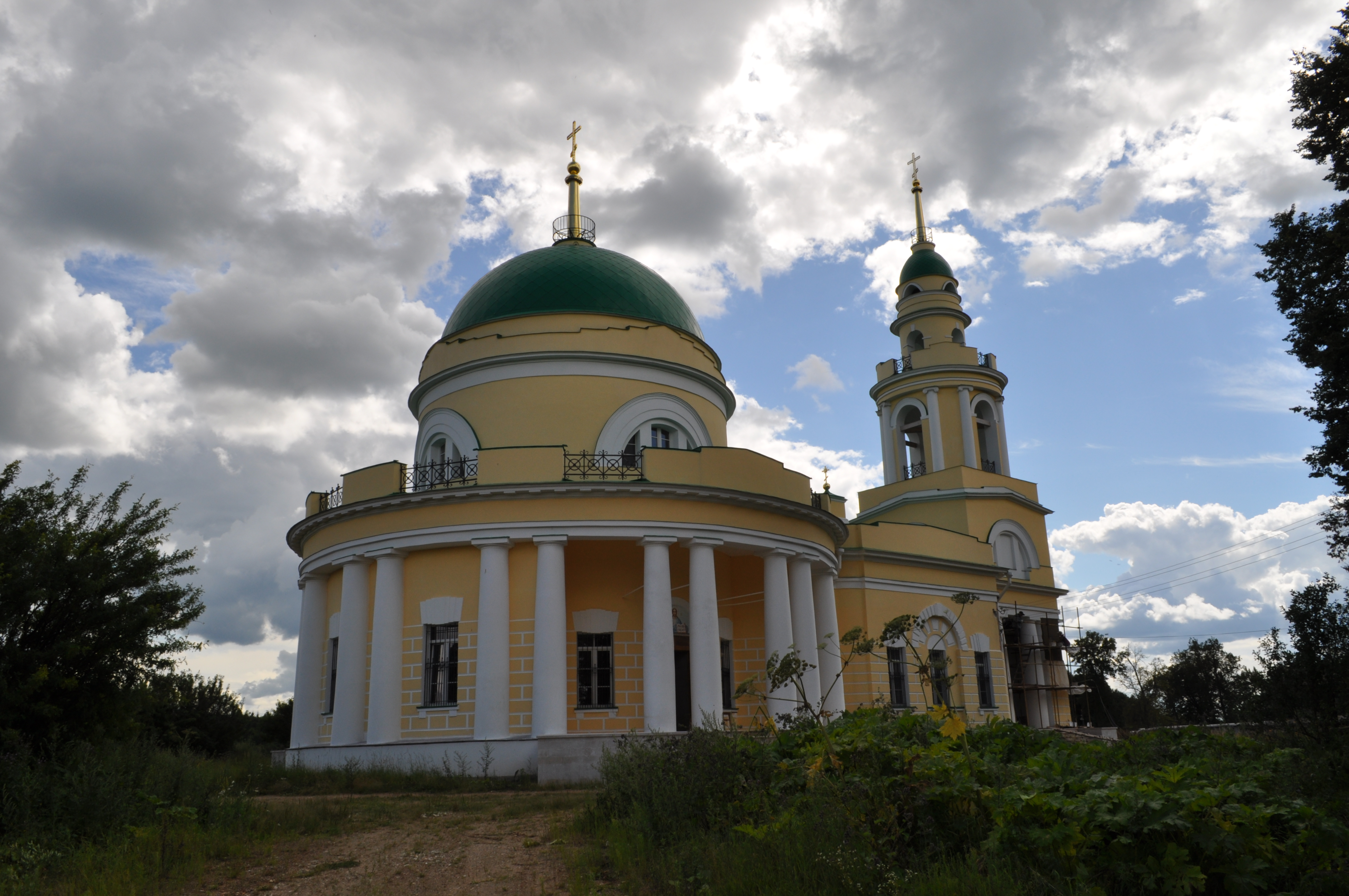
Церковь Святого Михаила Архангела (село Архангельское)
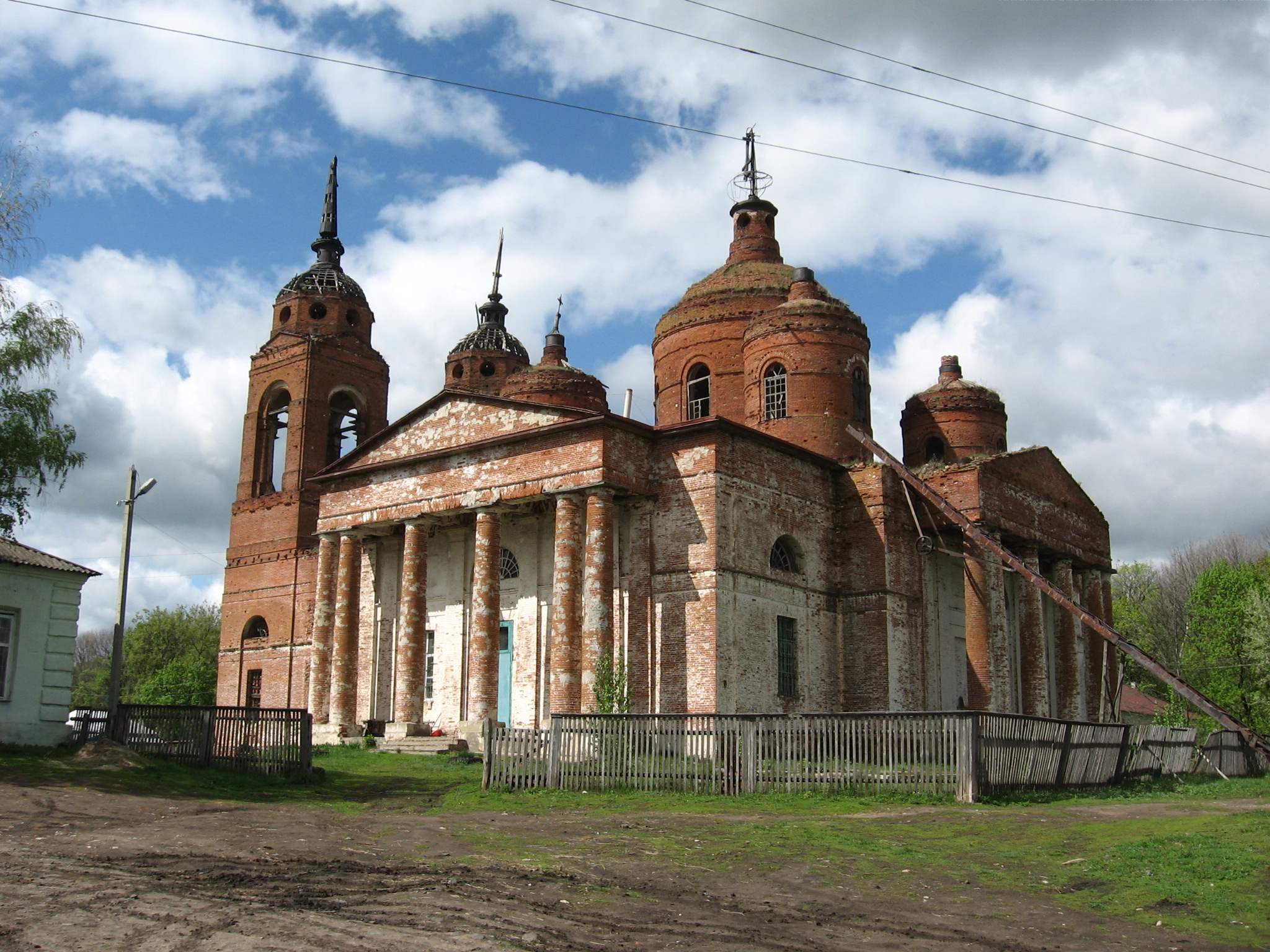
Храм Воскресения Христова (Гагарино)

## Список сооружений

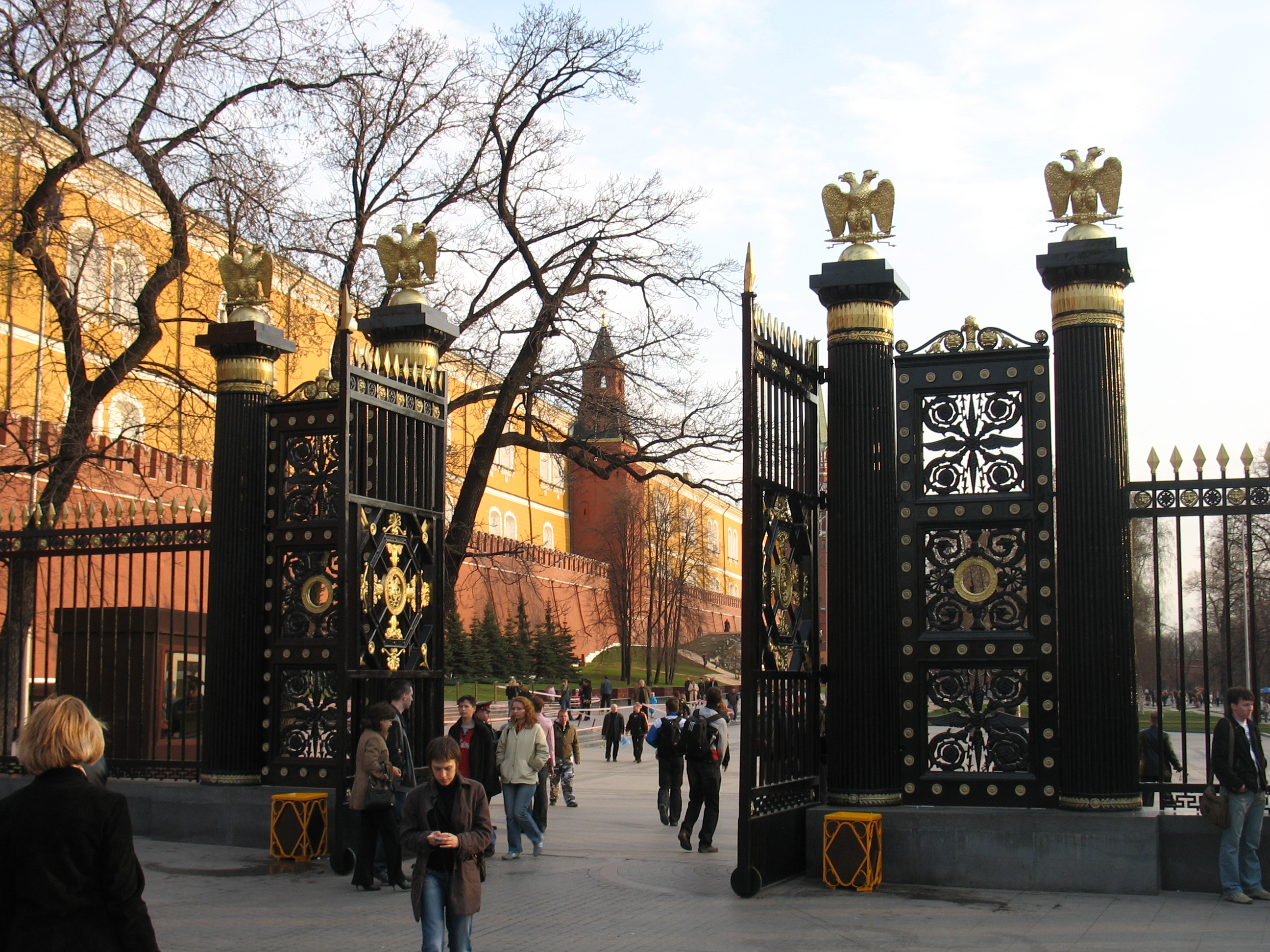
Входные ворота Александровского сада возле Московского Кремля

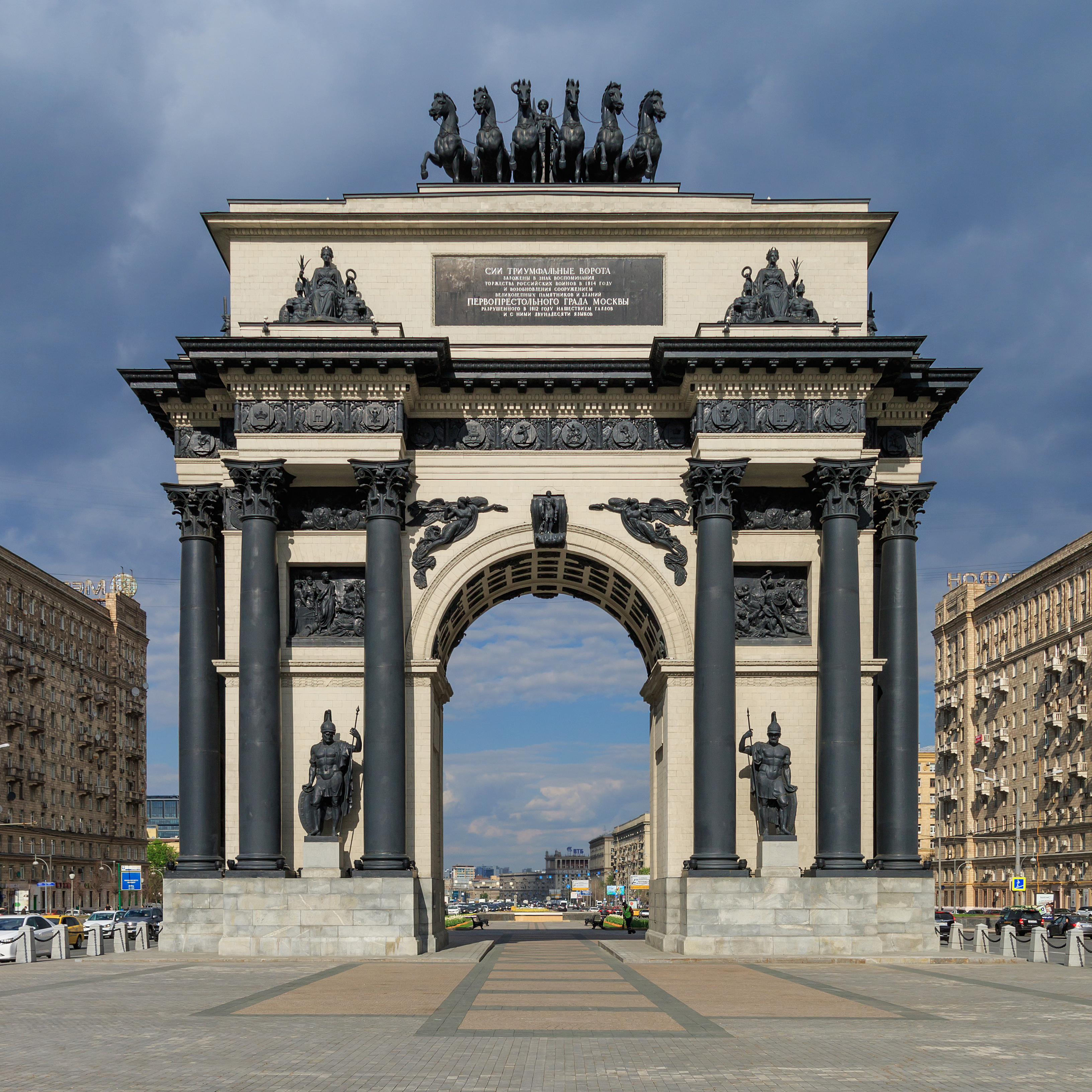
Триумфальные ворота на площади Победы, Москва

- 1802—1836 — Троицкий собор (православный храм в городе Клин )
- 1814—1815 — Торговые ряды напротив Кремля (на месте ГУМа, не сохранились)
- 1820—1822 — Кремлёвский (Александровский) сад с гротом
- 1824—1825 — Манеж
- 1818—1824 — Театральная площадь
- 1821—1824 — Большой театр
- 1827—1834 — Триумфальные ворота у Тверской заставы (ныне у парка Победы)
- 1828—1833 — Градская больница (ныне Городская больница № 1 им. Н. И. Пирогова). Москва, Ленинский проспект, 8 корпус 1
- Дом во владении жены в Петровском переулке (бывшем Богословском), ныне № 9
- Дом Н. С. Гагарина (позднее Книжная палата) на Новинском бульваре, разрушенный во время Великой Отечественной войны
- 1822—1824 — Храм Святителя Николая в Котельниках. Москва, 1-й Котельнический пер., 8-10
- 1822 — Церковь Михаила Архангела в имении жены в Архангельском. Село Архангельское Рузского района Московской области
- 1825—1828 — Покровская церковь. Село Пехра-Покровское Балашихинского района Московской области (авторство приписывается по сходству с аналогичными постройками, документального подтверждения не сохранилось)
- 1825—1828 — Перестройка здания Новоекатерининской странноприимной больницы, постройка церкви Екатерины Великомученицы (ныне городская больница № 24, угол Петровки и Страстного бульвара, № 15/29).
- 1825—1831 — Реконструкция Знаменской церкви села Холмы в загородном имении жены.
- 1820-е годы — Торговые ряды на Таганке (не сохранились)
- 1830 — Церковь Большое Вознесение у Никитских Ворот (доработка проекта Ф. М. Шестакова 1829 года, достроен после смерти Бове А. Г. Григорьевым)
- 1832 — Перестройка Церкви Всех Скорбящих Радости. Москва, Большая Ордынка, 20
- 1833 — Церковь Троицы Живоначальной в Даниловском монастыре
- 1830—1839 — Собор Успения Пресвятой Богородицы в городе Егорьевске (взорван в 1935 году по решению Президиума ВЦИК).
- 1838 — новое многоглавое завершение храма Покрова Пресвятой Богородицы в Красном селе[6]

## Семья

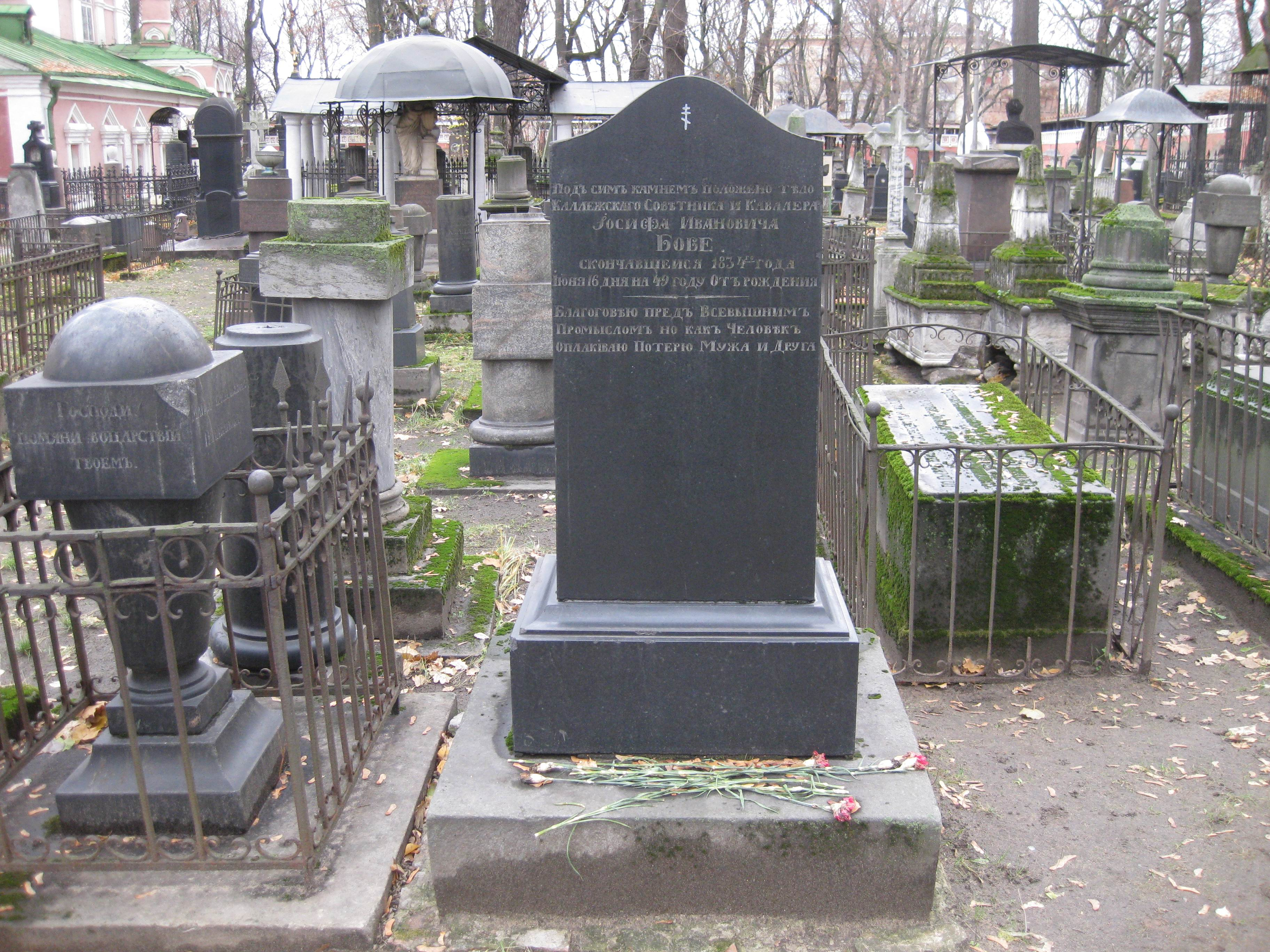
Памятник Осипу Ивановичу Бове в Донском монастыре

Перешёл в православие и женился на Авдотье Семёновне, урождённой Гурьевой (1786 — 19.3.1871), которая в 1-м браке была замужем за гвардии-поручиком князем Алексеем Ивановичем Трубецким (ум. 03.02.1813), от которого ей перешло село Знаменское-Холм в Звенигородском 
У них родились дети:
- Сергей (27.6.1817—?)
- Николай (16.9.1818—?), Можайский уездный судья (1859—1866); его дочь Евдокия (1848—1887) была замужем за Можайским земским исправником, гвардии подполковником Гавриилом Александровичем Варженевским (1828—1891).
- Александр (23.11.1823—?), штабс-ротмистр в 1857 г.
- Екатерина (ок. 1825—?), замужем за Алексеем Александровичем Валицким.
- Михаил (14.3.1827—28.3.1883), доктор медицины, статский советник (1827)